# 유세프 엘아라비
유세프 엘-아라비(아랍어: يوسف العربي, Youssef El-Arabi, 1987년 2월 3일 캉 ~ )는 프랑스 출신의 모로코 축구 선수로, 현재 수페르리가 엘라다의 올림피아코스 소속이며 포지션은 스트라이커이다.

## 국제 경력
2010년 9월 5일, 엘-아라비는 중앙아프리카 공화국과의 경기에서 65분에 무니르 엘-함다위와 교체되어 모로코 축구 국가대표팀에 데뷔했다. 탄자니아와 북아일랜드와의 경기로 이어졌고 두 게임 모두에서 교체 선수로 등장했다.
에릭 게레츠 감독은 2012년 아프리카 네이션스컵의 23명의 선수 중 엘-아라비를 지명했으며, 여기서 그는 조별 예선 퇴장 시 각각 한 경기씩 교체 선수로 출전했다. 그해 10월 13일, 그는 아틀라스 라이언스(Atlas Lions)가 2013년 아프리카 네이션스컵에 도달하기 위해 모잠비크를 상대로 4-0 홈 승리를 거두며 득점하고 어시스트했다. 남아공의 또 다른 조별 예선에서 그는 카보 베르데와의 무승부에서 동점골을 기록했다.
2016년 3월 29일, 엘-아라비는 Stade de Marrakech에서 같은 상대를 상대로 2-0 승리를 거두며 두 골을 모두 득점하여 2017년 아프리카 네이션스컵에 진출했다. Hervé Renard는 그를 가봉에서 열린 결승전에 소집했고, 그곳에서 그는 8강전까지 단 11분만에 교체 출전했다.